# Синема, Кирстен
Кирстен Леа Синема (англ. Kyrsten Lea Sinema, род. 12 июля 1976, Тусон, Аризона) — американский политик. Член Палаты представителей от 9-го избирательного округа Аризоны (2013—2019), сенатор США от Аризоны (2019—2025). Первый открыто бисексуальный политик, избранный в Конгресс США. Синема три срока была представителем штата в 15-м законодательном округе с 2005 по 2011 год, один срок в качестве сенатора штата в 15-м законодательном округе с 2011 по 2012 год и три срока в качестве представителя США в 9-м округе с 2013 по 2019 год.
Синема начала свою политическую карьеру в Партии зеленых Аризоны и приобрела известность благодаря своей прогрессивной защите, поддержке таких идей, как права ЛГБТ и противодействию войне с террором. В 2004 году она покинула Партию зеленых, чтобы присоединиться к Демократической партии Аризоны, а в 2012 году была избрана в Палату представителей США. После своего избрания она присоединилась к Новой демократической коалиции, коалиции «Синяя собака» и двухпартийному The Problem Solvers Caucus, набрав один из самых консервативных результатов голосования в собрании демократов.
Она выиграла выборы в Сенат 2018 года, заменив уходящего в отставку Джеффа Флэйка и победив кандидата от республиканцев Марту МакСалли. Синема — первая открыто бисексуальная и вторая открыто ЛГБТ — женщина (после Тэмми Болдуин из Висконсина), избранная в Палату представителей и Сенат в 2012 и 2018 годах соответственно. Она также была первой женщиной, избранной в Сенат от Аризоны. 9 декабря 2022 года Синема покинула Демократическую партию и стала независимым политиком.
Синема считается умеренным демократом и была названа 47-м самым консервативным членом Сената в анализе 2019 года, проведенном беспартийной организацией GovTrack.us.

## Биография
Кирстен Леа Синема родилась в Тусоне, штат Аризона, 12 июля 1976 года в семье Мэрилин (Уайли) и Дэна Синемы. У среднего ребенка Синемы есть старший брат и младшая сестра. Ее отец был адвокатом. Ее родители развелись, когда она была ребенком, и ее мать, на чьей опеке находились дети, снова вышла замуж. Вместе со своими братьями и сестрами, матерью и отчимом Синема переехала в ДеФуниак-Спрингс, Флорида, небольшой городок в Панхандле.
Когда ее отчим потерял работу, а банк лишил их дома права выкупа, семья три года жила на заброшенной заправке. Синема рассказала, что в течение двух лет у них не было ни туалета, ни электричества. Позже она вспоминала: «Мой отчим построил двухъярусную кровать для меня и моей сестры. Мы отделили нашу двухъярусную кровать от кухни одной из тех больших классных досок на роликах. Я знала, что это странно. Меловая доска не должна быть стеной. На кухне должна быть водопроводная вода».
В 1995 году получила степень бакалавра искусств в Университете Бриама Янга, после его окончания она покинула церковь Иисуса Христа Святых последних дней; Синема является единственным нерелигиозным членом Конгресса США на данный момент. Имеет степень магистра социальной работы из Университета штата Аризона (1999), а также степени доктора права (2004) и доктора философии (2012).
С 1995 по 2002 год Синема работала социальным работником.

## Начало политической карьеры
Начинала свою политическую деятельность как беспартийная, связанная с партией зелёных. В 2000 году была волонтёром избирательной кампании Ральфа Нейдера, выдвигавшегося в президенты от зелёных. В 2002 году Синема пыталась избраться в Палату представителей Аризоны как независимый кандидат при поддержке зелёных, она заняла последнее пятое место с 8 % голосов.
В 2002 году крупнейшая газета штата «The Arizona Republic» публиковала её письмо с критикой капитализма. Участвовала в организации пацифистских протестов против вторжения в Ирак в 2003 году.
В 2004 году Синема одержала победу на внутрипартийных выборах демократов и была избрана в Палату представителей штата, впоследствии она успешно переизбиралась три раза. В 2010 году она победила на выборах в Сенат Аризоны.

## В Конгрессе США

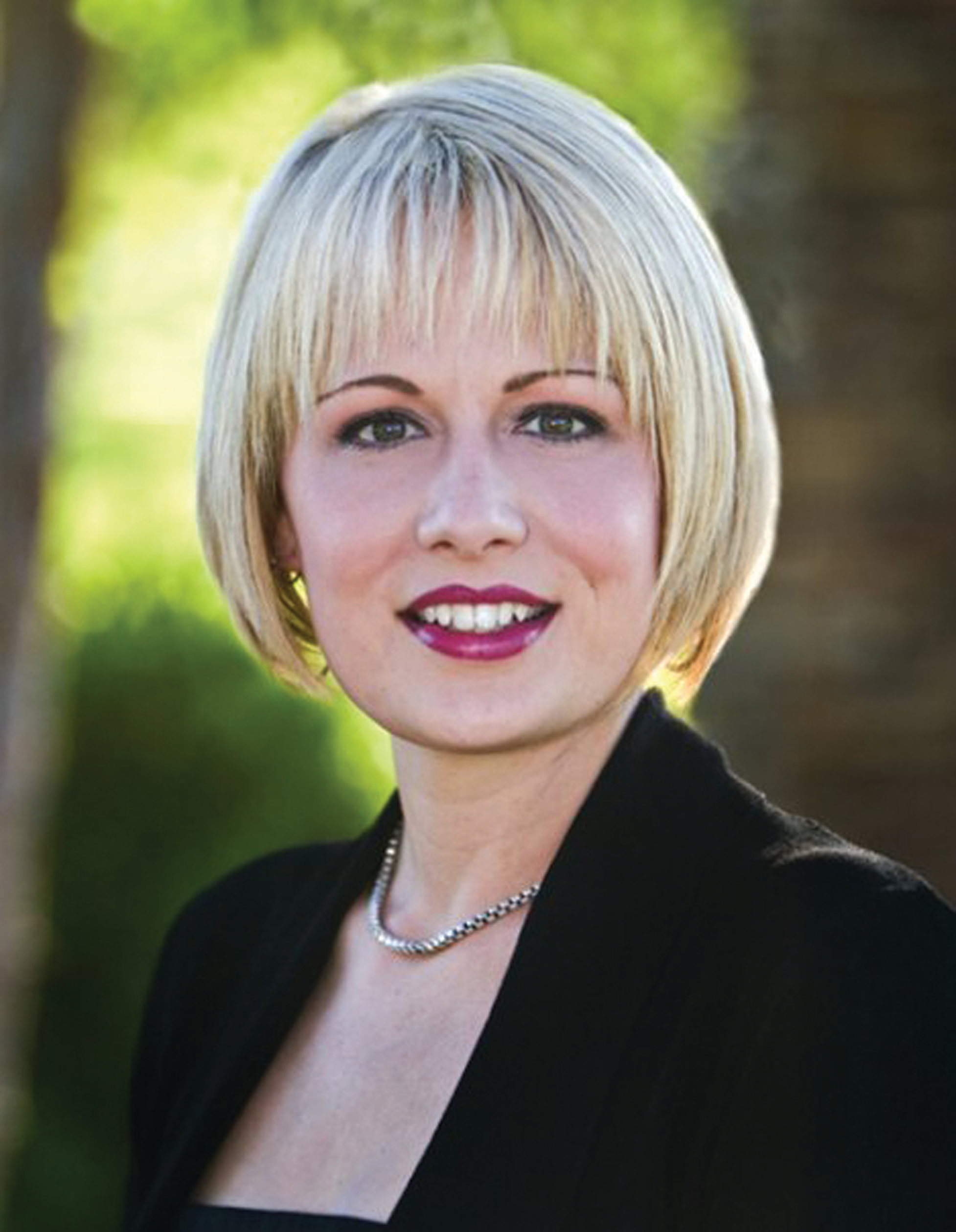
Синема в 2010 году

В 2012 году Синема заявила об участии в выборах в Палату представителей США в новом 9-м избирательном округе Аризоны (Аризона получила дополнительный округ по итогам переписи населения 2010 года). На них она с перевесом в 10 251 голос (4,1 % голосов избирателей) одержала победу на республиканцем Верноном Паркером.
После избрания в Конгресс заметно сдвинулась к политическому центру и даже дальше, присоединившись к консервативному крылу фракции демократов — Коалиции синей собаки. «National Journal» оценил её идеологические позиции как на 57 % либеральные и на 43 % консервативные.
Она считалась одной из наиболее склонных к межпартийному сотрудничеству членов Палаты представителей: с собственной партией она голосовала в 73 % случаев, при этом в 2017 году её голосования наполовину совпадали с позициями Дональда Трампа (по состоянию на июль 2018 года этот показатель достиг 59,5 %). Консервативный Институт Голдуотера давал ей рейтинг в 35 %, когда она была депутатом в Сенате Аризоны в 2010 году, а прогрессивная организация «Американцы за демократическое действие» оценивала её по шкале либеральности на 60 %.
Кандидат от Демократической партии на сенатских выборах 2018 года в Аризоне на место, освобождаемое отказавшимся от выдвижения республиканцем Джеффом Флэйком. Её соперницей стала Марта Максалли, первая женщина — участница боевых операций ВВС США. По итогам голосования их результаты оказались очень близки, и подведение официальных итогов затянулось. 12 ноября Синема официально признана победителем в борьбе за кресло сенатора, с 1976 года неизменно принадлежавшее республиканцам.
После вступления в должность 3 января 2019 года стала первой женщиной, представляющей Аризону в Сенате (вместе с Максалли, которая была назначена на освободившееся сенатское место Джона Кайла), и второй из сенаторов, открыто идентифицирующих себя с ЛГБТ (после Тэмми Болдуин).
В феврале 2019 года сенатор Синема стала одним из трёх сенаторов-демократов, кто проголосовал за утверждение Уильяма Барра на должность генерального прокурора США. В марте того же года Кирстен Синема стала одним из немногих демократов Сената, кто проголосовал против зелёного нового курса и за утверждение в качестве министра внутренних дел США Дэвида Бернхардта, выдвинутого на эту должность Дональдом Трампом. Она была единственным демократом в Сенате, кто не поддержал законопроект о сетевом нейтралитете; вместо этого Синема объявила о работе над альтернативным законопроектом совместно со своим республиканским коллегой Роджером Уикером. В 116-м конгрессе Кирстен Синема чаще, чем почти все остальные сенаторы-демократы, голосовала в соответствии с позицией президента Трампа. Однако она, как и все сенаторы-демократы, оба раза поддержала импичмент Трампа.